# 邦雅尔丁-迪米纳斯
邦雅尔丁-迪米纳斯是巴西米纳斯吉拉斯州的一个市镇。总面积395.289平方公里，总人口6481人，人口密度16.4人/平方公里。